# Cohors II Hispanorum (Galatia et Cappadocia)
Dieser Artikel behandelt die in der römischen Provinz Galatia et Cappadocia stationierte Auxiliareinheit Cohors II Hispanorum. Zu den sonstigen Kohorten mit dieser Bezeichnung siehe Cohors II Hispanorum.
Die Cohors II Hispanorum [equitata] [civium Romanorum] (deutsch 2. Kohorte der Hispanier [teilberitten] [der römischen Bürger]) war eine römische Auxiliareinheit. Sie ist durch Militärdiplome und Inschriften belegt.

## Namensbestandteile
- Cohors: Die Kohorte war eine Infanterieeinheit der Auxiliartruppen in der römischen Armee.

- II: Die römische Zahl steht für die Ordnungszahl die zweite (lateinisch secunda). Daher wird der Name dieser Militäreinheit als Cohors secunda .. ausgesprochen.

- Hispanorum: der Hispanier. Die Soldaten der Kohorte wurden bei Aufstellung der Einheit auf dem Gebiet der römischen Provinz Hispania Tarraconensis rekrutiert.

- equitata: teilberitten. Die Einheit war ein gemischter Verband aus Infanterie und Kavallerie.

- civium Romanorum: der römischen Bürger.[1][A 1] Den Soldaten der Einheit war das römische Bürgerrecht zu einem bestimmten Zeitpunkt verliehen worden. Für Soldaten, die nach diesem Zeitpunkt in die Einheit aufgenommen wurden, galt dies aber nicht. Sie erhielten das römische Bürgerrecht erst mit ihrem ehrenvollen Abschied (Honesta missio) nach 25 Dienstjahren.

Da es keine Hinweise auf den Namenszusatz milliaria (1000 Mann) gibt, war die Einheit eine Cohors quingenaria equitata. Die Sollstärke der Kohorte lag bei 600 Mann (480 Mann Infanterie und 120 Reiter), bestehend aus 6 Centurien Infanterie mit jeweils 80 Mann sowie 4 Turmae Kavallerie mit jeweils 30 Reitern.

## Geschichte
Die Kohorte war in der Provinz Galatia et Cappadocia stationiert. Sie ist auf Militärdiplomen für die Jahre 99 bis 101 n. Chr. aufgeführt.
Durch eine Inschrift ist belegt, dass sich die Einheit in der zweiten Hälfte des 1. Jhd. in Kleinasien aufgehalten hat. Durch ein Diplom ist die Kohorte erstmals 99 in der Provinz Galatia et Cappadocia belegt. In dem Diplom wird die Kohorte als Teil der Truppen (siehe Römische Streitkräfte in Galatia et Cappadocia) aufgeführt, die in der Provinz stationiert waren. Ein weiteres Diplom, das auf 101 datiert ist, belegt die Einheit in derselben Provinz.
Möglicherweise nahm die Kohorte am Partherkrieg Trajans um 114/116 teil.
Der letzte Nachweis der Einheit beruht auf einer Inschrift, die auf 238/244 datiert ist.

## Standorte
Standorte der Kohorte sind nicht bekannt.

## Angehörige der Kohorte
Folgende Angehörige der Kohorte sind bekannt:

### Kommandeure
| - Lucius Aburnius Torquatus, ein Präfekt - Publius Aelius Ammonius, ein Präfekt - Publius Postumius Acilianus, ein Präfekt - Publius Septimius Paterculus, ein Präfekt | - Tiberius Antistius Marcianus, ein Präfekt - Tiberius Claudius Serenus, ein Präfekt - Tiberius Claudius Tricorusius, ein Präfekt - Titus Statius Praetuttianus, ein Präfekt |

### Sonstige
| - C(aius) Laberius Fronto, ein Soldat (AE 1933, 215) - C(aius) Sulpicius Longinus, ein Decurio (CIL 3, 6760) - L(ucius) Numisius, ein Decurio (CIL 3, 6760) | - M(arcus) Plautius Macedo, ein Decurio (CIL 3, 6760) - Nymphidis, ein Centurio (AE 1933, 215) - Sex(tus) Lucilius Masculus, ein Decurio (CIL 3, 6760) |